# Joensuun Kiekko-Pojat
Joensuun Kiekko-Pojat (kurz JoKP, Joensuun Kiekko-Pojat Oy, deutsch Joensuus Puck-Jungs, zwischen 1998 und 2020 Jokipojat) ist ein finnischer Eishockeyverein aus Joensuu, der 1953 gegründet wurde und in der Mestis spielt. Ihre Heimspiele absolviert die Mannschaft in der 4800 Plätze fassenden Mehtimäen jäähalli.
1989, 1991 und 2010 gewann die Mannschaft die Meisterschaft der Mestis. Der Verein verbrachte die Saison 1989/90 und 1991/92 in der SM-liiga, der höchsten finnischen Spielklasse. Nach jeweils einer Saison erfolgte jedoch der direkte Abstieg in die Mestis. In der Saison 2000/01 stieg das Team erstmals in die dritthöchste Spielklasse, die Suomi-sarja, ab. 
1998 nahm der Club den Namen Jokipojat (deutsch Flussjungs) an, die Betreibergesellschaft hieß damals Joensuun Kiekko ry. Die Mannschaft war danach drei Jahre in der Suomi-sarja aktiv und konnte in der Saison 2003/04 den erstmaligen Gewinn der dritthöchsten Liga verbuchen. Dadurch resultierte die Rückkehr in die zweitklassige Mestis, in der das Team seither spielt.
2020 fusionierte der Club mit Karjalan Kopla, einem Klub aus der vierten Liga, und nahm den Originalnamen aus den 1950er Jahren (JoKP) an.

## Gesperrte Trikotnummern
- #1 Tapio Pohtinen (2010)
- #9 Hannu Kapanen (2008)
- #15 Lauri Mononen (1993)
- #25 Markku Kyllönen (2012)